# Alsvåg
Alsvåg is een plaats in de Noorse gemeente Øksnes in deprovincie Nordland. Het vissersdorp telt 336 inwoners (2007) en heeft een oppervlakte van 0,36 km². Alsvåg ligt aan de noordkant van het eiland Langøya.

## Kerk

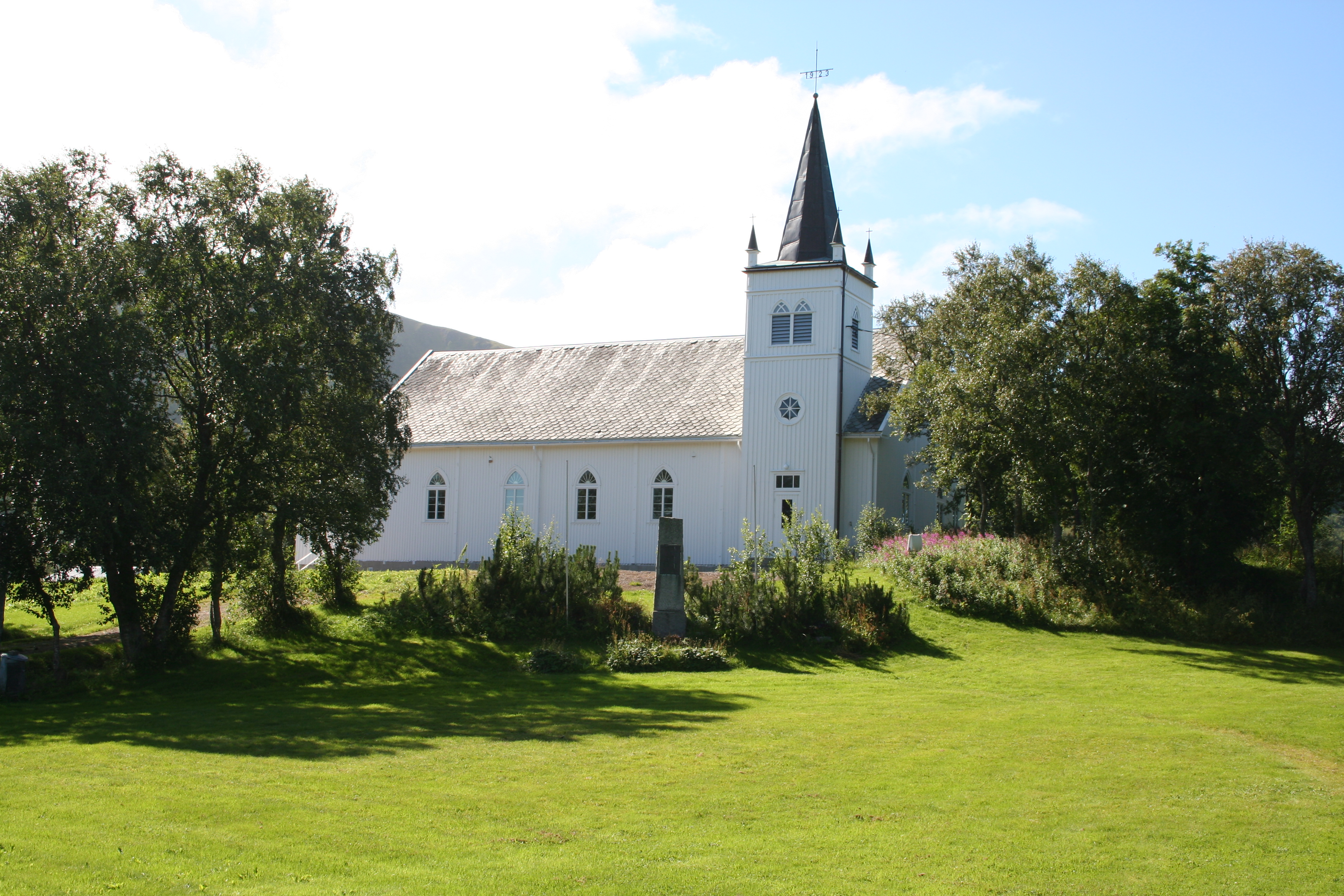

Alsvåg heeft een houten kerk die gebouwd werd in 1923. Oorspronkelijk was het een  bedehus, in 1949 werd het verbouwd tot volwaardige kerk. Het boedt plaats aan 300 mensen.

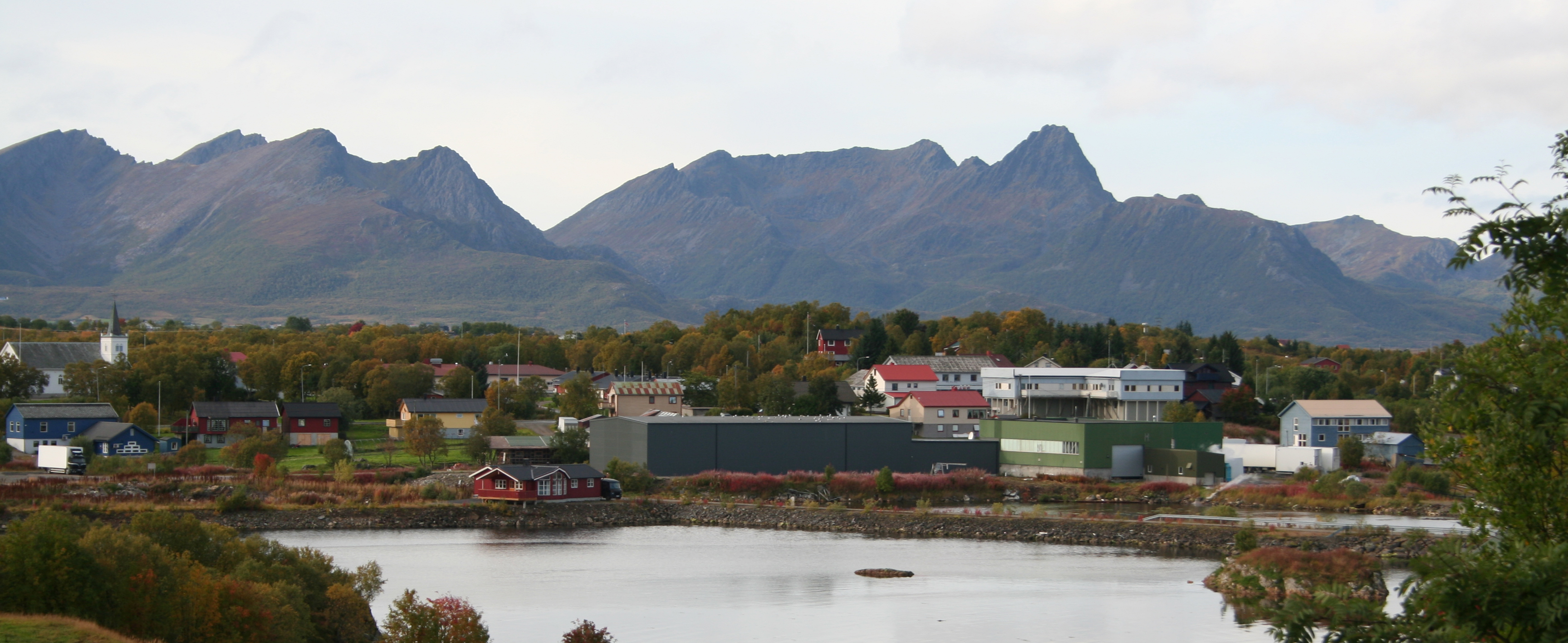
Alsvåg